# Jules Dupré
Jules Dupré (Nantes, 5. travnja 1811. – L'Isle-Adam, 6. rujna 1889.) bio je francuski slikar pejzaža, jedan od najistaknutijih pripadnika Barbizonske škole.

## Životopis
Jules Dupré rođen je 5. travnja 1811. u Nantesu. Njegov je otac bio proizvođač porculana i mladi Dupré je od svoje jedanaeste godine života zajedno s ocem izučavao zanat dekoratora porculana. U slobodno vrijeme okušao se u slikanju pejzaža, a kasnije se seli u Pariz gdje dobiva formalnu naobrazbu u slikarskim tehnikama. U kasnim 1820-im putuje zajedno s ocem u Limonges, gdje započinje slikati pejzaže onog kraja.
Godine1831., u svojoj dvadesetoj godini života, prvi put izlaže na izložbi Salon u Parizu, s nekoliko prikaza pejzaža, te sporadično nastavlja izlagati sljedećih nekoliko godina. Tri godine kasnije na istoj je izložbi nagrađen medaljom drugog reda kao tematski slikar.
Iste godine putuje u Englesku, te upoznaje Johna Constablea koji je na njega imao vrlo velik utjecaj. Smatra se, naime, da je Dupré prenio engleski stil slikanja pejzaža u Francusku i spojio ga kasnije sa stilom Barbizonske škole. U tom razdoblju upoznaje Théodorea Rousseaua, jednog od najvažnijih predstavnika Barbizonske škole, s kojim će ostati blizak prijatelj tijekom cijelog života. Često su zajedno putovali Francuskom u potrazi za pogodnim mjestima za pejzažno slikarstvo, a imali su i zajednički studio.
Jules Dupré je imenovan časnikom Legije časti 1848. godine. Od 1852. prestaje izlagati u Salonu, da bi ponovo prikazao svoje radove na toj izložbi tek 1867. Od 1870-ih Dupré se seli u primorski gradić Cayeux-sur-Mer, gdje slika prizore mora i morske obale, tipične za njegovo kasno razdoblje. Postupno se izolira od javnog života i u konačnici prestaje izlagati svoje radove na izložbama od 1883. Jules Dupré umire 6. rujna 1889. Danas se smatra jednim od najznačajnijih i najutjecajnijih francuskih slikara pejzaža 19. stoljeća.

## Galerija slika
- Stari hrast,ulje na platnu oko 1870., Nacionalna galerija umjetnosti, New York, SAD
- Pejzaž s kravama, ulje na platnu oko 1870., Ermitaž, Sankt-Peterburg, Rusija
- Pejzaž s kravama u Limousinu, ulje na platnu oko 1837., Metropolitan, New York, SAD
- Farma, ulje na platnu 1850., Muzej likovnih umjetnosti, Budimpešta, Mađarska

## Vanjske poveznice
- (engl.) Jules Dupré na Artcyclopediji,  pristupljeno 2. rujna 2014.